# Trequanda
Trequanda – miejscowość i gmina we Włoszech, w regionie Toskania, w prowincji Siena.
Według danych na rok 2004 gminę zamieszkiwało 1417 osób, 22,1 os./km².